# Lucas Coenen
Lucas Coenen (Overijse, 9 november 2006) is een Belgisch motorcrosser.

## Levensloop
Coenen doorliep zijn hele motorcrosscarrière samen met zijn tweelingbroer Sacha.
Zowel in 2018 als 2019 reden beide broers op Yamaha. In 2018 in de 65cc-klasse, in 2019 in de 85cc-klasse. Lucas werd individueel vijfde tijdens de Coupe de 'l Avenir 2019.
In 2020 kwamen de broers uit op KTM in de 85cc en 125cc-klasse.
In 2021 kwam Coenen uit in het EMX125-kampioenschap, op Kawasaki. Sacha was opnieuw zijn ploegmaat. Coenen stond enkele keren op het podium en wist de twee laatste wedstrijden van het seizoen te winnen. Hij werd derde in de eindstand. Ook werd hij in dit seizoen Frans Kampioen in de 125cc-klasse.
In 2022 maakte Coenen de overstap naar het EMX250-kampioenschap, op een Husqvarna, opnieuw samen met Sacha. Na een moeilijke openingswedstrijd stond Coenen na de tweede wedstrijd in Portugal als tweede op het eindpodium. Ook in Sardinië behaalde hij het eindpodium als derde. De tweede helft van het seizoen liep veel beter, met zeven reeks- en drie eindoverwinningen. Coenen werd vice-kampioen in deze categorie.
Tijdens de GP van Tsjechië nam Coenen voor het eerst deel in het wereldkampioenschap motorcross MX2 met een wildcard. In de tweede reeks wist hij 2 punten te behalen.
Vanaf 2023 kwam Coenen voltijds uit in het wereldkampioenschap motorcross MX2, waarin hij voor het fabrieksteam van Husqvarna uitkwam als ploegmaat van Roan van de Moosdijk en Kay de Wolf. Hij won in Indonesië zijn eerste GP uit zijn carrière en stond ook nog enkele keren op het podium. In zijn debuutseizoen werd hij vijfde in de eindstand. Coenen werd aan het einde van het seizoen bekroond met de Jan de Groot-award.
Coenen werd ook voor de eerste keer in zijn carrière geselecteerd voor de Motorcross der Naties, samen met Jago Geerts en Liam Everts.
Vanaf 2025 komt Coenen uit in de MXGP-klasse voor het fabrieksteam van Red Bull KTM. Op 21 april won hij zijn eerste GP in de MXGP-klasse in het Zwitserse Frauenfeld. Met een leeftijd van 18 jaar, 5 maanden en 12 dagen werd Coenen zo de jongste GP-winnaar in de MXGP-klasse ooit.

## Palmares
- 2020:  24MX Tour 125cc
- 2021:  EMX125
- 2022:  EMX250
- 2023: 5e MX2-klasse
- 2024:   MX2-klasse

| 1           | 25-06-2023 | Sumbawa (Indonesië)         | Sumbawa             |
| 2           | 12-05-2024 | Galicië (Spanje)            | Lugo                |
| 3           | 19-05-2024 | Frankrijk                   | Saint-Jean-d'Angély |
| 4           | 02-06-2024 | Duitsland                   | Teutschenthal       |
| 5           | 07-07-2024 | Lombok (Indonesië)          | Lombok              |
| 6           | 11-08-2024 | Zweden                      | Uddevalla           |
| 7           | 18-08-2024 | Nederland                   | Arnhem              |
| 8           | 08-09-2024 | Turkije                     | Afyonkarahisar      |
| 9           | 15-09-2024 | China                       | Shanghai            |
| 10          | 29-09-2024 | Castilië-La Mancha (Spanje) | Cózar               |
| MXGP-klasse |            |                             |                     |
| 11          | 21-04-2025 | Zwitserland                 | Frauenfeld          |
| 12          | 04-05-2025 | Portugal                    | Águeda              |
| 13          | 13-07-2025 | Finland                     | Kymi Ring           |
| 14          | 27-07-2025 | Tsjechië                    | Loket               |
| 15          | 03-08-2025 | Vlaanderen (België)         | Lommel              |